# Мальмё-Исстадьон
«Мальмё-Исстадьон» (швед. Malmö Isstadion) — многофункциональная арена, расположенная в районе стадиона (швед. Stadionområdet) города Мальмё, Швеция. Построена в 1968 году, имеет вместимость 5800 зрителей. Ранее  была домашней ареной хоккейной команды «Мальмё Редхокс», однако в 2008 году команда переехала на новую «Мальмё Арену». Кроме спортивных мероприятий, «Мальмё-Исстадьон» использовался для проведения концертов.

## История
Арена «Мальмё-Исстадьон» была открыта в 1968 году (по другим источникам 1970 году) и на данный момент вмещает 5800 мест, включая 4800 сидячих и 1000 стоячих мест. Помимо проведения хоккейных матчей, здесь также проводятся другие виды спортивных соревнований, включая бадминтон, фигурное катание и гандбол. С момента открытия и до переезда на «Мальмё Арену» в 2008 году, «Мальмё-Исстадьон» был домашней ареной для хоккейного клуба «Мальмё Редхокс».
«Мальмё-Исстадьон» принимал ряд значимых международных событий. В 1977 году здесь проводился Чемпионат мира по бадминтону , а в 1992 году был организован конкурс песни "Евровидение". Финал Кубка Дэвиса 1996 года и Чемпионат Европы по фигурному катанию 2003 года.
в 2013 году «Мальмё-Исстадьон» был капитально отремонтирован перед Чемпионатом мира по хоккею с шайбой среди молодёжных команд 2014 года, который он принимал совместно с «Мальмё Ареной», стоимостью около 7,5 миллионов шведских крон.
В 2016 году арена также была выбрана для проведения матчей группы C Чемпионата Европы по гандболу среди женщин.

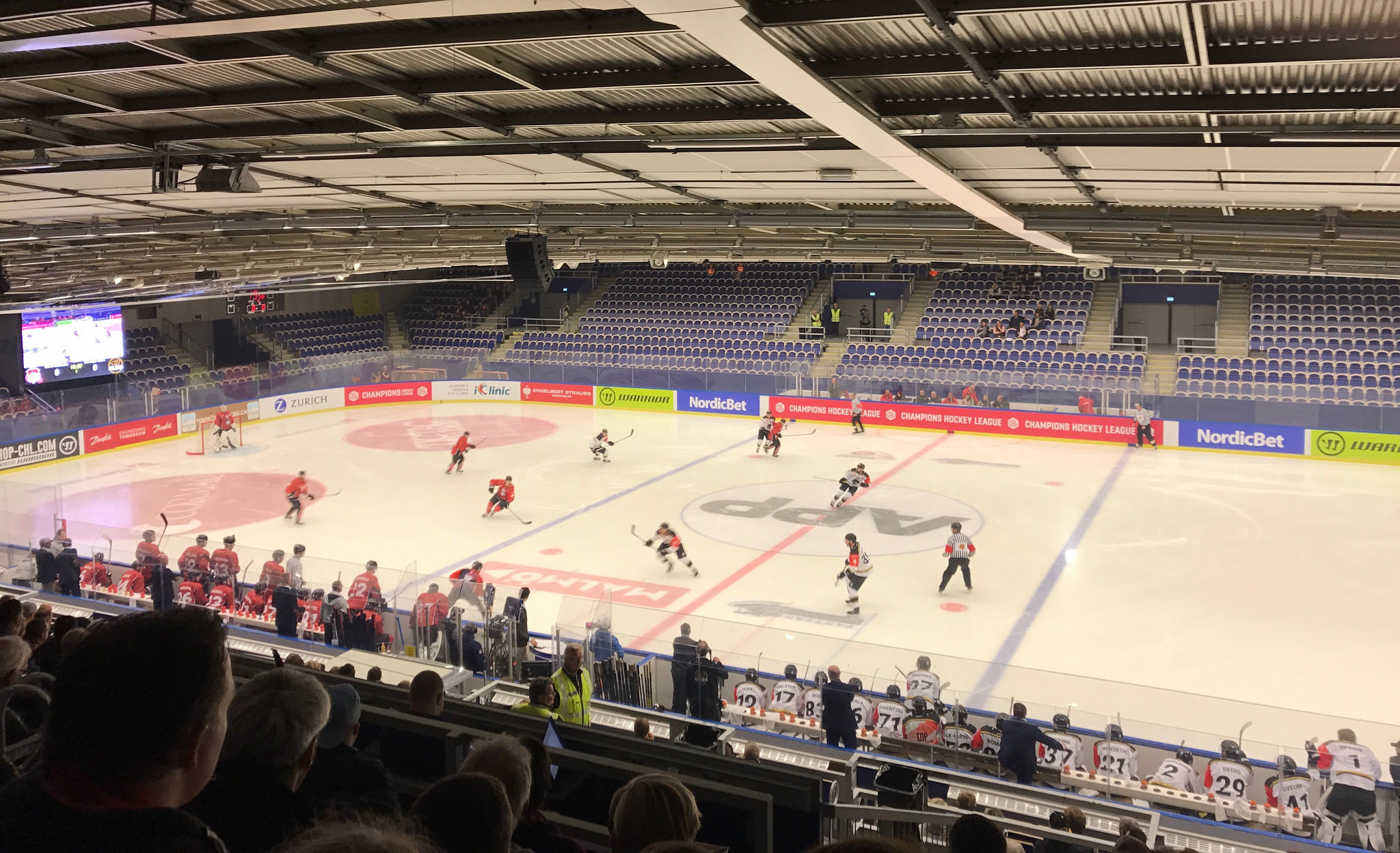
Матч между «Мальмё Редхокс» и «Ставангер Ойлерз», 31 августа 2017 года.

## Концерты
До 1994 года арена использовалась не только под спортивные мероприятия, но так же там и проводили концерты:
- 24 апреля 1978: Electric Light Orchestra
- 20 ноя 1983:  KISS
- 14 июня 1984: Yes
- 18 июня 1985: Deep Purple
- 19 февраля 1986:  AC/DC
- 4 октября 1986: Europe
- 18 ноя 1986: Iron Maiden, W.A.S.P.
- 25 февраля 1987: Deep Purple, Bad Company
- 19 марта 1988: AC/DC, Dokken
- 2 октября 1991: Фрэнк Синатра
- 3 октября 1991: Tom Petty & the Heartbreakers
- 28 ноя 1993: Aerosmith, Mr. Big
- 12 ноя 1994: Status Quo